# Horisme scotosiata
Horisme scotosiata là một loài bướm đêm trong họ Geometridae.